# Dee Palmer
Dee Palmer, nata David Victor Palmer (Hendon, 2 luglio 1937), è un'arrangiatrice e tastierista britannica, nota per aver fatto parte della band inglese Jethro Tull.
Nel periodo della sua vita precedente al coming out, fin dai primi anni settanta, Palmer si occupò in particolare degli arrangiamenti degli archi per poi entrare a far parte ufficialmente dei Jethro Tull nel 1976 in qualità di tastierista. Lasciò la band nel 1980 per disaccordi con il leader Ian Anderson circa il drastico cambio di suono e l'utilizzo sempre più massiccio di strumenti elettronici. Formò quindi il gruppo dei Tallis assieme a John Evan, che aveva abbandonato i Jethro Tull per le stesse ragioni, ma Il progetto ebbe vita breve e scarso successo.
Nel corso degli anni ottanta, Palmer riarrangiò per orchestra sinfonica diversi album rock del decennio precedente, sia degli stessi Jethro Tull che di altre band come Pink Floyd, Genesis, The Beatles, Yes e Queen.
Nel 2004 annunciò di essersi sottoposto a operazione chirurgica per cambiare sesso, e da allora ha cambiato il suo nome in Dee Palmer.

## Discografia

### Con i Jethro Tull
- Too Old to Rock 'n' Roll: Too Young to Die! (1976)
- Songs from the Wood (1977)
- Heavy Horses (1978)
- Bursting Out (1978)
- Stormwatch (1979)

### Arrangiamenti sinfonici
- A Classic Case, noto anche come Classic Jethro Tull (1985)
- We Know What We Like (Genesis) (1987)
- Symphonic Music of Yes
- Music of Pink Floyd
- Orchestral Sgt. Pepper's (versione dell'album dei Beatles Sgt. Pepper's Lonely Hearts Club Band)

### Album da solista
- Through Darkened Glass